# 沙托尔海伊
沙托尔海伊，是匈牙利巴兰尼亚州所辖的一个村。总面积17.60平方公里，总人口665，人口密度37.8人/平方公里（2011年1月1日）。
第一次摩哈赤战役曾经爆发于此处。